# Associação Atlética Francana
A Associação Atlética Francana é um clube brasileiro de futebol da cidade de Franca, interior do estado de São Paulo. Foi fundada no dia 12 de outubro de 1912 e suas cores são verde e branco. Atualmente, o clube disputa a Série A3 do Campeonato Paulista, equivalente ao terceiro nível estadual.

## História
Fundada no dia 12 de outubro de 1912, a Associação Atlética Francana teve como fundadores David Carneiro Ewank, Homero Pacheco Alves e Beneglides Saraiva. Seu primeiro título foi conquistado uma década após sua fundação, em 1923, quando foi campeã do torneio Alta Mogiana. Na final da competição, a equipe derrotou o Botafogo de Ribeirão Preto, na casa do adversário.
Inicialmente, o clube mandava seus jogos no estádio “Nhô Chico” (nome dado em homenagem ao Coronel Francisco de Andrade Junqueira, doador do terreno do estádio, em 1922). Porém, em 1969 foi construído o Estádio Municipal Doutor José Lancha Filho, em homenagem ao então prefeito da cidade de Franca, e posteriormente presidente da Francana.
A trajetória da Francana no futebol teve grandes momentos. Após inúmeras conquistas no futebol amador, o time estreou no profissional em 1948, com um elenco considerado até os dias de hoje o melhor de sua história. Foi nessa época que os irmãos Luizinho e Tonho Rosa (considerados os melhores jogadores da história da Francana) se consagraram com o manto esmeraldino. No primeiro ano de disputa da Intermediária, que reunia todos os clubes do estado com exceção dos clubes da capital, a Veterana ficou na terceira colocação.
Em 1977, a Francana conquistou o acesso para primeira divisão do Campeonato Paulista. No dia 4 de dezembro daquele ano a Veterana venceu o Araçatuba por 2 a 0, no Lanchão completamente lotado, e o time liderado por jogadores consagrados como Assis, Geninho e Marinho fez a alegria de toda a cidade. No dia seguinte, o então prefeito de Franca Maurício Sandoval Ribeiro, decretou feriado municipal para festejar a conquista.
Entre 1978 e 1982, o clube se manteve na elite do futebol paulista e obteve vitórias históricas contra São Paulo, Corinthians, Palmeiras e Santos. Em 1996, a Francana conquista o vice-campeonato da série A3 e retorna à série A2. Em 1997 a Francana disputou o Campeonato Brasileiro da Série C e alcançou uma honrosa 3º colocação.
Em 2002, a Francana foi vice-campeã do Campeonato Paulista da Série A2. A Francana permaneceu no Campeonato Paulista da Série A2 até 2005, quando caiu para a Série A3. Neste período, fez boa campanha somente em 2009, quando avançou à segunda fase, mas não teve bom desempenho no quadrangular semifinal. O mesmo ocorreu na Copa Paulista, quando somente em 2010 e 2011, conseguiu passar da primeira fase.
Em 2015, a Veterana foi rebaixada para a Segunda Divisão, após terminar a Série A3 de 2015 na lanterna.
Em 2024, a Francana disputou a série A4 do Campeonato Paulista. Após terminar em primeira, a feiticeira se classificou para a segunda fase, e após um empate no agregado sem gols contra o SKA Brasil, conquistou o acesso para a Série A3.
Em 2025, a Francana disputou a A3 do Campeonato Paulista; na 1ª Fase, ficou em 12º lugar, não se classificando para a fase seguinte. 

## Títulos
| ESTADUAIS | ESTADUAIS                      | ESTADUAIS | ESTADUAIS  |
|           | Competição                     | Títulos   | Temporadas |
| --------- | ------------------------------ | --------- | ---------- |
|           | Campeonato Paulista – Série A2 | 1         | 1977       |
| TOTAL     |                                |           |            |
|           | Competição                     | Títulos   | Temporadas |
|           | Títulos oficiais               | 1         | 1 Estadual |

### Campanhas de destaque
| DESTAQUES                      | DESTAQUES                 |
| Competição                     | Resultados                |
| ------------------------------ | ------------------------- |
| Campeonato Paulista – Série A2 | Vice-campeã (1969 e 2002) |
| Campeonato Paulista – Série A3 | Vice-campeã (1996)        |

### O título de 1977
No dia 4 de dezembro de 1977, a AA Francana venceu por 2 a 0 o Araçatuba, dentro do Lancha Filho, conquistando o maior título de sua história, o Paulista da Série A2.
Ficha técnica do jogo
| 4 de dezembro de 1977 | Francana                     | 2 – 0 | Araçatuba | Estádio Municipal Doutor José Lancha Filho, Franca                          |
|                       | Zé Antonio 46' · Antenor 80' |       |           | Público: 19,500 pessoas Renda: Cr$ 705.000,00 Árbitro: Nilson Cardoso Bilha |

Francana: Geninho; Gaspar, Zé Mauro, Boca e Eraldo; Renê e Marinho; Antenor, Zé Antônio, Assis e Delem. Técnico: ?

Araçatuba: Godói; Luís Carlos, Mauro, Almeida e Luisão; Sobral e Benetti (Adilson); Amauri, Lima (Vilela), Genildo e Pantera. Técnico: ?

## Estatísticas

### Participações
|  | Participações em 2025 |

| Competição | Competição            | Temporadas | Melhor campanha         | Anos                                                   | A | R |
| São Paulo  | Campeonato Paulista   | 5          | 8.ª colocada (1978)     | 1978-1982                                              |   | 1 |
| São Paulo  | Série A2              | 47         | Campeã (1977)           | 1947-1953, 1956-1959, 1961-1977, 1984-1993 e 1997-2005 | 1 | 3 |
| São Paulo  | Série A3              | 11         | Vice-campeã (1996)      | 1960, 1994-1996, 2006-2015 e 2025                      | 2 | 1 |
| São Paulo  | Série A4              | 8          | Vice-campeã (2024)      | 2017-2024                                              | 1 | – |
| São Paulo  | Copa Paulista         | 13         | Oitavas de final (2024) | 1999, 2001-2004 e 2008-2013, 2024-2025                 |   |   |
| Brasil     | Campeonato Brasileiro | 1          | 55.ª colocada (1979)    | 1979                                                   |   | – |
| Brasil     | Série C               | 5          | 3.ª colocada (1997)     | 1995-1998 e 2003                                       | – | – |

### Últimas temporadas
Legenda:
| Campeão Vice-campeão Eliminado nas semifinais | Campeão e promovido à divisão superior Vice-campeão e/ou promovido à divisão superior Rebaixado à divisão inferior | Classificado à fase de grupos da Copa Libertadores Classificado à fase preliminar da Copa Libertadores Classificado à Copa Sul-Americana Campeão do Campeonato do Interior |

## Ranking da CBF
Ranking atualizado e divulgado em 31 de janeiro de 2023.
- Posição: Sem colocação
- Pontuação: 0 pontos

Ranking criado pela Confederação Brasileira de Futebol que pontua todos os times do Brasil.